# Zina-Zinulja
Zina-Zinulja (russisk: Зина-Зинуля) er en sovjetisk spillefilm fra 1986 af Pavel Tjukhraj.

## Medvirkende
- Jevgenija Glusjenko som Zinaida Koptjaeva
- Viktor Pavlov som Petrenko
- Vladimir Gostjukhin som Viktor Nikolaevitj
- Aleksandr Zbruev som Fjodor Ivanovitj Kuzmin
- Tatjana Agafonova som Valja Nikitina